# Adam Brodecki
Adam Brodecki (* 1. August 1949 in Łódź; † 17. Oktober 2010 in Kielce) war ein polnischer Eiskunstläufer, der im Paarlauf startete.
Mit seiner Partnerin Grażyna Kostrzewińska nahm Brodecki insgesamt an vier Weltmeisterschaften teil. Das beste Resultat war dabei ein zehnter Platz 1971 in Lyon. Bei sechs Europameisterschaftsteilnahmen war der siebente Rang in Göteborg 1972 das beste Ergebnis. Brodecki und Kostrzewińska erreichten bei ihrer einzigen Olympiateilnahme 1972 in Sapporo den elften Platz.
In seiner Karriere gewann Brodecki mit seiner Partnerin zweimal die polnische Meisterschaft (1971, 1972) und belegte fünfmal den zweiten Rang (1968–70, 1974, 1975). 1965 hatte er bereits mit Halina Pawlina die Silbermedaille bei diesen nationalen Meisterschaften gewonnen.
Nachdem er sein Medizinstudium abgeschlossen hatte, beendete Brodecki 1975 seine aktive Eiskunstlaufkarriere. Anschließend zog er nach Kielce und arbeitete dort als Kinderarzt.
1989 wurde er für die Polnische Vereinigte Arbeiterpartei PZPR in das polnische Parlament gewählt.